# AZ Groeninge

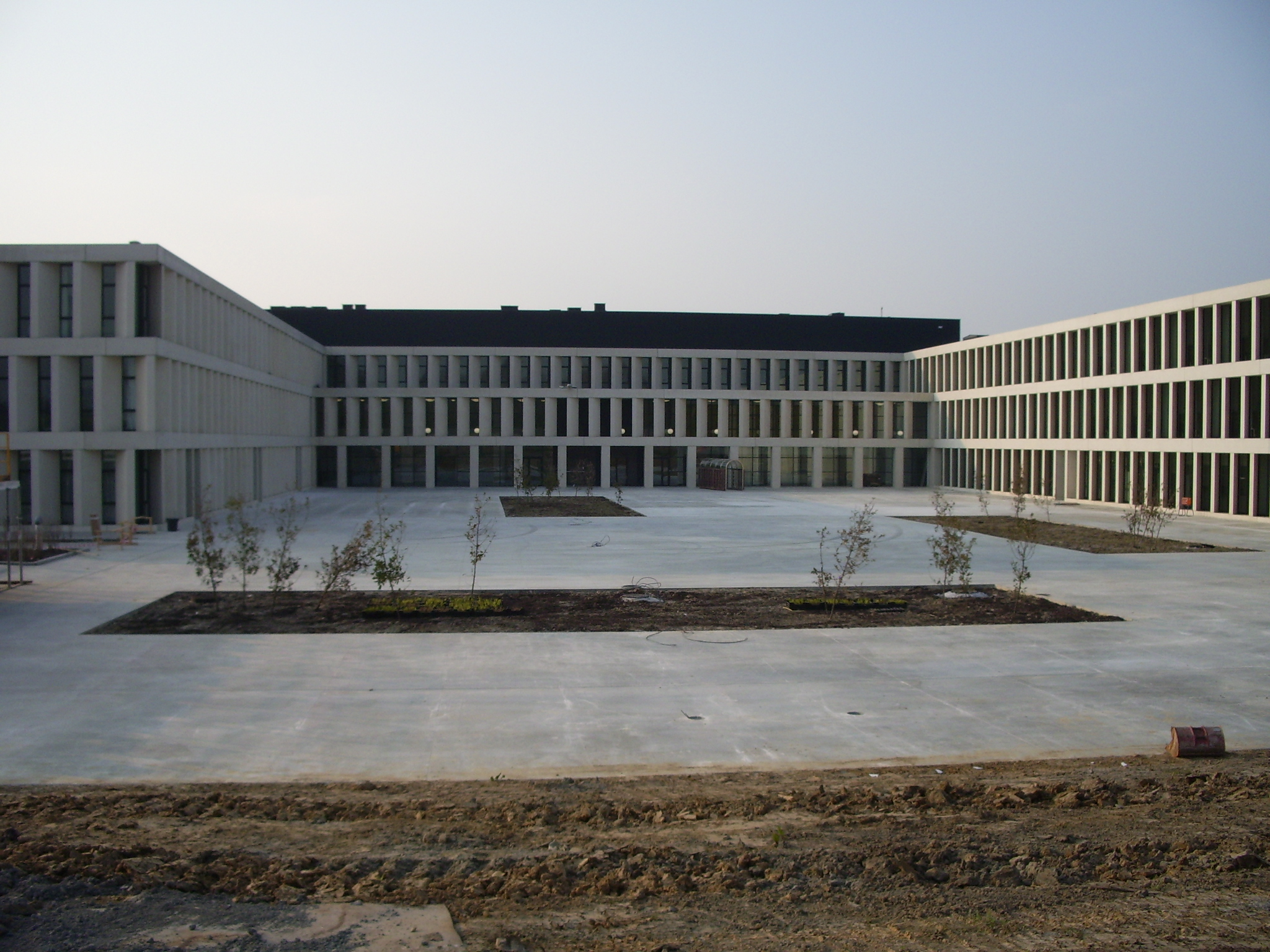
Eingangsbereich

AZ Groeninge ist ein Krankenhaus in der belgischen Stadt Kortrijk mit über 1000 Betten.

## Geschichte
Im Jahr 2003 fusionierten vier Kortrijker Krankenhäuser zu AZ Groeninge:
- die Klinik Maria’s voorzieningen in der Loofstraat (gegründet 1937)
- das Onze-Lieve-Vrouwe-Hospital am Reepkaai (gegründet 1211)
- das Sint-Niklaas-Krankenhaus am Houtmarkt (gegründet 1958) und
- das Krankenhaus von Sint-Maarten entlang der VerCruysse (gegründet 1955)[1]

2005 wurde ein Neubau im Süden der Stadt begonnen, an dem die bisherigen Standorte gebündelt werden sollen.
AZ Groeninge ist das fünftgrößte Krankenhaus und Zweitgrößter Campus in Belgien.

## Gebäude

### Campus Reepkaai
Der kleinere, innerstädtische Standort gehörte früher zum Onze-Lieve-Vrouwehospitaal.

### Campus Kennedylaan
Städtebauliches Grundanliegen war die Integration fünf zusammenhängender Baublöcke in eine parkähnliche Landschaft auf 144.000 m² Grundstücksfläche. Das von Baumschlager Eberle entworfene Krankenhaus im Süden der Stadt wurde 2017 fertig gestellt. Das von Bert Dehullu entworfene Auditorium erhielt 2016 einen Wienerberger Brick Award.
Im Zeitraum 2022 bis 2025 werden weitere Gebäude errichtet, so dass anschließend der Standort am Reepkaai aufgegeben werden kann.

## Sonstiges
Der Hubschrauberlandeplatz des Krankenhauses hat den ICAO-Code EBKG.
Der jährliche Stromverbrauch des Krankenhauses liegt bei 18.500 Megawattstunden.